# Song Yingzong
Pour les articles homonymes, voir Yingzong.
Yingzong (chinois : 宋英宗 ; pinyin : sòng yīngzōng, 16 février 1032 – 25 janvier 1067), né Zhao Zongshi (赵宗实, zhào zōngshí), puis Zhao Shu, est le cinquième empereur de la dynastie Song. Petit-fils d'un frère cadet de l'empereur Zhenzong), il fut adopté par l'empereur Renzong en 1055.